# RPCS3
RPCS3 — свободное и открытое программное обеспечение, разрабатываемый эмулятор игровой приставки и отладчик для Sony PlayStation 3. Он был разработан на языке программирования C++ и использует OpenGL и Vulkan в качестве бэкенд-рендеров. Эмулятор работает на операционных системах Windows, Linux и FreeBSD, позволяя воспроизводить и отлаживать игры и программное обеспечение PlayStation 3 на PC.
Список совместимости указывает 2599 игры (69.53%) как проходимые («Playable») и 1053 (28.17%) — как запускаемые («Ingame»), из общей базы в 3738 релиза.

## История

### Разработка
RPCS3 был создан 23 мая 2011 года программистами DH и Hykem. В дальнейшем за проект взялись два ведущих разработчика, работающих с ним на постоянной основе — Nekotekina и kd-11. Остальные оказывающие помощь проекту являются добровольцами, основным из которых является Asinine (помощник, тестер и модератор).

### Анонс
Первоначально разработчики разместили проект на Google Code и в конце концов перенесли его на GitHub 27 августа 2013 года. Эмулятор впервые смог успешно запустить простые homebrew-проекты в сентябре 2011 года.

### Выпуск
RPCS3 получил свой первый публичный релиз в июне 2012 года как версию v0.0.0.2.

## Редакции
RPCS3 выпускается в двух основных редакциях — для систем семейств Windows, Linux, macOS и FreeBSD.

## Системные требования
Для запуска эмулятора должен быть выполнен набор минимальных требований. По состоянию на 29 декабря 2017 года пользователи должны работать под управлением 64-разрядной версии Windows 7, Windows 8 (или Windows 8.1), Windows 10, современного дистрибутива Linux либо BSD. Требуется не менее 2 гигабайт оперативной памяти RAM, X86-64-разрядный CPU и современный GPU с поддержкой OpenGL 4.3 и выше. Также поддерживается рендерер Vulkan, и GPU с поддержкой Vulkan настоятельно рекомендуется. Ранее в эмуляторе присутствовала поддержка Direct3D 12, однако она была удалена за ненадобностью. Для запуска эмулятора требуется распространяемый пакет Microsoft Visual C++ 2015 (для Windows) и официальная прошивка от PlayStation 3. Поскольку игры и приложения могут быть установлены на эмулируемую PS3, требования к дисковому хранилищу зависят от устанавливаемых игр.

## Значимые реализации
9 февраля 2017 года RPCS3 получил свою первую реализацию планировщика PPU-потоков («PPU scheduler»).
16 февраля 2017 года RPCS3 получил возможность устанавливать официальную прошивку PlayStation 3 непосредственно в свою основную файловую систему.
10 марта 2017, в процессе улучшения эмуляции Demon's Souls, была решена проблема с чтением / записью буферов цвета, характерная для некоторых игр (особенности архитектуры PlayStation 3, при которой процессор консоли читает и пишет данные напрямую в видеопамять). Соответственно, Demon’s Souls и некоторые другие игры для корректной эмуляции требуют включённой в настройках опции «Write Color Buffers».
9 апреля 2017 года добавлена возможность масштабирования текстур силами графического процессора («GPU Texture Scaling»).
В мае 2017 года сообщалось, что реализация графического API Vulkan улучшила производительность вплоть до 400 %, подтолкнув несколько игр к «воспроизводимому» статусу.
27 июля 2017 года добавлена возможность отключения вершинного кэша (опция «Disable Vertex Cache»).
8 октября 2017 года добавлена поддержка рендеринга в высоких разрешениях, вплоть до 10К (аналог технологии Dynamic Super Resolution от Nvidia).
8 августа 2018 добавлена поддержка асинхронных шейдеров (Asynchronous Shaders), отключаемая настройкой «Disable Async Shader Compiler».
В феврале 2019 добавлена поддержка музыкальных контроллеров (гитары, барабаны и т.п).
В мае 2019 исправлена бесконечная генерация SPU модулей в режиме рекомпилятора LLVM.
В июне 2019 добавлена поддержка полноэкранного сглаживания MSAA (мультисемплинг).

## Критика
В марте 2014 года Уильям Ашер (William Usher) из Cinema Blend написал: «Многие геймеры изначально считали, что сложность архитектуры Cell в PlayStation 3 помешала бы её эмулированию», а Элио Коссу (Elio Cossu) из Eurogamer написал: «Эмуляция, даже на такой ранней стадии, была замечательным достижением, учитывая сложность аппаратного обеспечения PS3».

### Требования от Atlus
RPCS3 получил значительное внимание средств массовой информации в апреле 2017 года за его способность эмулировать игру «Persona 5», достигнув работоспособности до западного релиза. В сентябре 2017 года компания Atlus, разработчик серии «Persona», потребовала удаления Patreon-страницы RPCS3 в рамках DMCA. Требование было обусловлено страницей Patreon, часто упоминающей о прогрессе в эмуляции «Persona 5». Требование было отозвано лишь после удаления всех ссылок на «Persona 5» со страницы.